# Podgatcze
Podgatcze – część wsi Wola Murowana w Polsce położona w województwie świętokrzyskim, w powiecie kieleckim, w gminie Nowiny.
W latach 1975–1998 Podgatcze administracyjnie należało do województwa kieleckiego.